# Фридрих II (Салуцо)
Вижте пояснителната страница за други личности с името Фридрих II.
Фридрих II дел Васто (на италиански: Federico del Vasto, di Saluzzo, * 1332, † 1396) от фамилията Дел Васто, линия на род Алерамичи е маркграф на Салуцо от 1357 до 1396 г.

## Произход
Той е най-възрастният син на маркграф Томас II дел Васто (1304–1357) и съпругата му Ричарда Висконти (1304—1361), дъщеря на Галеацо I Висконти, господар на Милано, и на Беатриче д’Есте. Той наследява баща си като маркграф на Салуцо.

## Брак и потомство
∞ за Беатрис Женевска (* 1335, † 1392), дъщеря на Хуг Женевски, господар на Антон, Варе и Жекс, от която има девет деца:
- Томас III (* 1356, † 1416, Салуцо), маркграф на Салуцо (1396 – 1416), ∞ 1403 за Маргарита дьо Пиерпон († сл. 14 април 1419), дъщеря на Графа на Ронси и Брен, от която има пет деца. Има и четири извънбрачни.
- Амадей (* 1357, † 1419), господар на Антон и на Варе (1396 – 1419), архидякон на „Сен Жан“ в Лион, дякон на „Сен Мари“ в Божьо, епископ на Валанс
- Петър († 1412), каноник на Лион и Пюи, епископ на Манд
- Хуго († 1407), господар на Санфронт, Морни, Монреал и Бастид; ∞ 1391 за Маргарита дьо Бо/дел Балцо († 1420), от която има един син
- Роберт, монах от Доминиканския орден
- Яков, монах от Доминиканския орден
- Полия, ∞ 1. за Франческо II от Карето (†1385/86), господар на Милезимо2. 1388 за Фрамон дьо Кар
- Виоланта, ∞ 1389 за Антонио де Пори, граф на Поленцо, Покапаля, Сан Виторе и Брайда, маркиз на Вал Бребия
- Констанца, ∞ 1. за Господаря на Сул 2. за Жан II от Блоа (*1334, † 1402/1403), граф на Сансер

Има и три извънбрачни деца, които по-късно са узаконени:
- Йоанна, монахиня в Ревело
- Францескина
- Маргарита